# 조이 베이하
조이 베이하(영어: Joy Behar /ˈbeɪhɑːr/, 1942년 10월 7일 ~ )는 미국의 코미디언, 작가, 배우, 텔레비전 사회자이다. ABC 채널에서 더 뷰 토크쇼에서 바버라 월터스와 사회를 맡고 있다. 2009년부터는 HLN에서 '조이 베이하 쇼'를, 2012년부터는 커런트 TV에서 '조이 베이하: 무엇이든 말해봐요' 호스트를 맡았다. 뉴욕의 이탈리아계 미국인 가정에서 태어났으며, 본명은 조지핀 빅토리아 오키우토(Josephine Victoria Occhiuto)이다.

## 출연 작품
- 웨어 해브 유 곤, 루 디마지오 (2016)
- 홀패스 - 일주일의 자유 (2011)
- 마디아 감옥가다 (2009)
- 리얼 타임 위드 빌 마허 (2003)
- 더 데일리 쇼 위드 존 스튜어트 (1996)
- 로미오 그리고 줄리엣 (1996)
- 맨하탄 살인사건 (1993)
- 행복 찾기 (1992)
- 마피아(영어판) (1989)
- 하이딩 아웃 (1987)